# Albrecht 6. af Østrig
Albrecht VI. (18. december 1418 – 2. december 1463) var hertug af Østrig og tilhørte Habsburg-slægten.

## Liv
Albrecht var den yngste af Hertug Ernsts to sønner. Ernst var hertug af Steiermark og døde i 1424. Albrechts ældre bror Friedrich var den senere Friedrich III.
De habsburgske stamlande var ved Albrechts fødsel delt i 3 fra hinanden uafhængige hertugdømmer. Albrechts fætter Albrecht V. (Albrecht II. som tysk-romersk kejser) regerede over Niederösterreich, Albrechts far Ernst regerede over Innerösterreich (bl.a. Steiermark, Kärnten og Krain) og Albrechts onkel Friedrich IV. af Tyrol regerede over Tyrol og Vorderösterreich.
Friedrich af Tyrol fik efter Ernsts død i 1424 formynderskabet over Albrecht og hans bror indtil 1436. I en traktat blev det bestemt, at de to brødre sammen skulle regere Innerösterreich. Men Albrechts bror overtog alene herredømmet over innerösterreich som Friedrich V. (Friedrich III. som tysk-romersk kejser).
Indtil 1439 var hertug Albrecht V. familieoverhoved for Habsburgerne. I 1438 blev han valgt som kejser for det Tysk-romerske rige. Han døde af dysenteri i 1439 og efterlod sig den endnu ufødte søn Ladislaus Postumus. Samme år døde Friedrich af Tyrol. Albrechts broder Friedrich var nu overhoved for Habsburgdynastiet, og han overtog formynderskabet over Ladislaus, der var arving til Ober- og Niederösterreich. Han havde også formynderskabet over Friedrich af Tyrols søn Siegmund, der var arving til Tyrol. Den 2. februar 1440 blev Friedrich valgt til tysk konge. I 1446 tvang Tyrols stænder Siegmund fri for formynderskabet, og han blev udnævnt til hertug over Tyrol. Vorderösterreich blev imidlertid ikke givet tilbage. Dette fik Albrecht, og han besad dermed kun ét territorium. I 1452 giftede han sig med Mechthild von Pfalz. Albrecht grundlagde i 1457 Albert-Ludwigs-Universität i Freiburg.
Efter Ladislus' død kom det i Prag til en åben konklikt mellem Friedrich og Albrecht om regentskabet i Nieder- og Oberösterreich (som på daværende tidspunkt hed hhv. Österreich unter der Enns og Österreich ob der Enns).
Albrecht gjorde krav på at blive Ladislus Postumus' efterfølger, og kaldte sig nu Albrecht VI. von Österreich ob und unter der Enns. Friedrich modsatte sig som kejser at anerkende dette, men i 1458 når de til en overenskomst, og Albrecht bliver hertug over Österreich ob der Enns, som stort set svarer til det nuværende Oberösterreich, mens Friedrich hersker over Österreich unter der Enns.
Men Albrecht havde som mål at regere over begge de østrigske områder, og han indleder en kamp mod Friedrich. Det lykkes ham i 1462 at belejre Wiener Hofburg, hvor Friedrich residerede med sin familie, og med den böhmiske konge Georg von Podiebrads mellemkomst indgår Albrecht og Friedrich en aftale, hvor Friedrich overlader regeringen som ærkehertug af Østrig til Albrecht i otte år mod en høj årlig betaling.
Albrecht VI. døde imidlertid pludseligt i 1463 og landene overgik dermed til Friedrich III.